# Eberhard Schmoock
Eberhard Schmoock (* 12. April 1937; † 30. November 2020) war ein deutscher Fußballschiedsrichter und Funktionär des Südbadischen Fußballverbandes (SBFV).

## Sportlicher Werdegang
Der aus Konstanz stammende Schmoock gehörte zur Schiedsrichtergruppe des SBFV. Nachdem er zuvor bereits Spiele in der seinerzeit zweitklassigen Regionalliga geleitet hatte, rückte er 1973 in den Kreis der Bundesliga-Schiedsrichter auf und leitete am 2. Juni 1973 bei der 0:3-Heimniederlage von Kickers Offenbach gegen den FC Bayern München sein erstes Erstligaspiel. Bis 1981 kam er in insgesamt 61 Bundesligaspielen zum Einsatz, zudem leitete er 50 Spiele der 1974 eingeführten 2. Bundesliga und zehn Spiele im DFB-Pokal. 1978 war er Schiedsrichter im Rückspiel um die Deutsche Meisterschaft im Frauenfußball, als der SC 07 Bad Neuenahr trotz einer 0:1-Niederlage beim FC Hellas Marpingen den Titel gewann.
Später war Schmoock 21 Jahre Spielausschussvorsitzender beim Südbadischen Fußballverband. 2010 legte er sein Amt aus Altersgründen nieder. Dabei gab es im Vorjahr einige Kritik, als er 2009 eine falsche Aufstiegsregelung, so dass Eintracht Stetten erst per Vorstandsbeschluss als letztlich korrekter Aufsteiger in die Landesliga Südbaden festgelegt werden musste, sowie eine zu hoch benannte Anzahl der Absteiger aus der Landesliga wiedergab, von der die vermeintlich abgestiegene zweite Mannschaft des FC Denzlingen nachträglich profitierte. Schmoock wurde zum Ehrenmitglied des Verbandes ernannt.